# Roger Waters
George Roger Waters, angleški rock glasbenik, * 6. september 1943, Great Bookham, Surrey, Anglija.
Poznan je kot dolgoletni bas kitarist za skupino Pink Floyd, ki jo je leta 1965 soustanovil z Nickom Masonom, Richardom Wrightom in Sydom Barrettom. Ko je leta 1968 Barrett skupino zapustil, je Waters postal njen glavni tekstopisec in konceptualni vodja.